# Batalha de Nemeia
Batalha de Nemeia (394 a.C.) foi uma batalha da Guerra de Corinto, entre Esparta e as cidades-Estados aliadas de Argos, Atenas, Corinto e Tebas. A batalha foi travada no território de Corinto, no leito seco do rio Nemeia. A batalha foi uma vitória espartana decisiva, a qual, juntamente com a batalha de Coroneia mais tarde no mesmo ano, deu a Esparta vantagem na Grécia continental.

## Contexto
Os conflitos da guerra de Corinto começaram em 395 a.C. com saques no noroeste da Grécia que eventualmente levaram a um confronto entre Esparta e Tebas na batalha de Haliarto, a qual acabou com a vitória tebana. Depois desta batalha, Atenas, Tebas, Argos e Corinto uniram forças para formar uma aliança contra Esparta. A aliança era comandada por um conselho em Corinto.
Em 394 a.C., o conselho reuniu suas forças em Corinto. Um exército espartano comandado por Aristodemo foi enviado ao norte de Esparta para enfrentar os aliados. O exercito aliado, entretanto, esperava em Corinto e saiu para combate, encontrando as forças espartanas no leito seco do rio Nemeia.

## A batalha
O exército espartano era formado por 18 000 hoplitas, e entre 6 000 eram espartanos, com os restantes procedendo de outros estados da Liga do Peloponeso. Já no contingente aliado havia 24 000 hoplitas.
Na batalha, os espartanos e seus aliados se alinharam a direita e os aliados a esquerda. Na coligação não ficou muito claro como deveriam se posicionar: os atenienses queriam se alinhar a direita, mas no final concordaram com a demanda dos beócios em tomar o lado esquerdo, enquanto que estes foram para a direita. Isto significa que os atenienses enfrentaram diretamente os espartanos, e os demais aliados de Tebas confrontaram os aliados de Esparta.
A medida que as falanges se cercavam, ambas se moveram para a direita (isto era muito comum em batalhas entre hoplitas, devido ao escudo que levavam no braço esquerdo, e então os homens se moviam para a direita para conseguir proteção do escudo do soldado ao seu lado). Por isso, no momento que os exércitos se encontraram, ambas as forças  se sobressaíram ao flanco esquerdo do exercito inimigo. Consequentemente, os flancos direitos dos dois exércitos acabaram vitoriosos, enquanto que os flancos esquerdos saíram derrotados. 
No saldo final os espartanos conseguiram derrotar os atenienses, e logo em seguida giraram para enfrentar os soldados aliados a direita, que estavam perseguindo os aliados espartanos. A falange espartana alcançou primeiro as tropas de Argos, depois a tropas de Corinto, para enfim alcançar os beócios, infligindo graves baixas em todos eles. No final da batalha os espartanos causaram 2800 baixas nos adversários enquanto sofreram apenas 1100.

## Eventos posteriores
Ainda que os espartanos controlaram o combate em campo aberto, não foram capazes de atravessar Corinto e chegar até a Grécia central. O exército aliado, depois de uma série de meses em inatividade, voltou a enfrentar no mesmo ano Esparta na batalha de Coroneia. Estas duas batalhas foram a únicas em grande escala a ocorrer em terra em toda a guerra, que durou até 386 a.C.